# Viviennea ardesiaca
Viviennea ardesiaca là một loài bướm đêm thuộc phân họ Arctiinae, họ Erebidae được Walter Rothschild mô tả lần đầu năm 1909. Loài này có ở Costa Rica và Venezuela.